# Florence Kate Kingsford

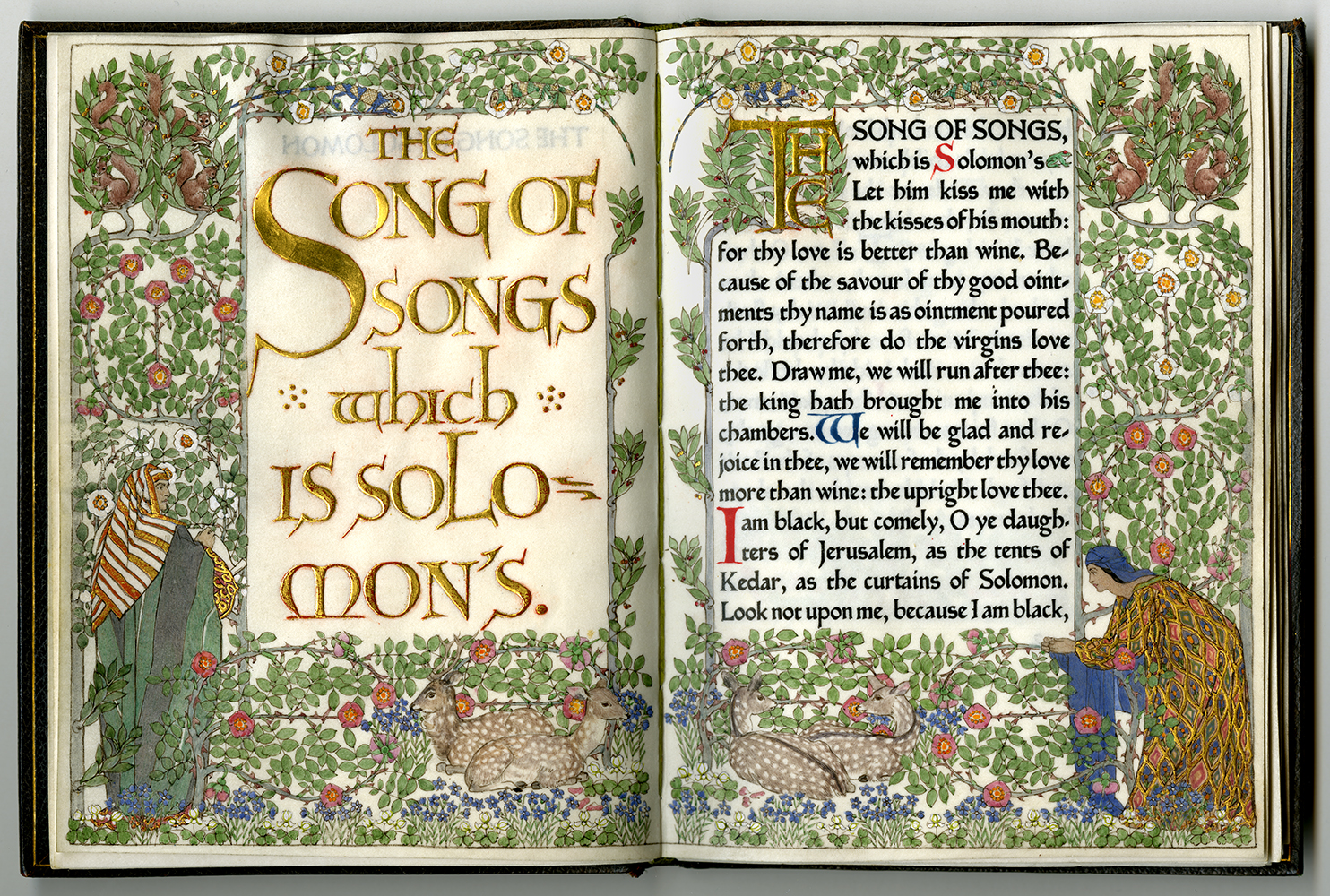
Song of Songs, illustriert von Florence Kingsford, 1902

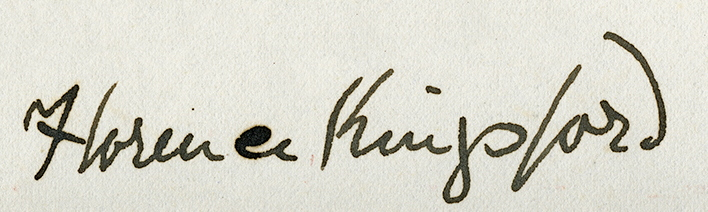
Unterschrift Florence Kingsford, 1902

Florence Kate Kingsford (auch Florence Kingsford Cockerell, Florence Kate Cockerell, Lady Florence; * 1872 in Canterbury; † 1949) war eine britische Kalligrafin, Illustratorin und Vertreterin der modernen Buchmalerei.

## Leben
Kingsford studierte Kalligrafie bei Edward Johnston. Danach arbeitete sie seit 1900 bei der Ashendene Press als Illustratorin und wirkte dort bis 1910 bei der Herstellung von 60 Büchern mit. Eines dieser Bücher, das in nur 40 Exemplaren gefertigte Song of Songs, which is Solomon’s, ist in dunkelgrünem Maroquinleder eingebunden und wurde von Kingsford durchgehend illustriert, verziert und vergoldet.
In den Jahren 1905 und 1906 war Kingsford als Zeichnerin bei dem Ägyptologen Flinders Petrie bei seinen Ausgrabungen in Ägypten tätig und fertigte Zeichnungen seiner Funde. Die britische Archäologin Margaret Alice Murray veröffentlichte ihre Funde in den Mastabas von Saqqara zusammen mit einem Bericht von Kurt Sethe und von Kingford gefertigten Zeichnungen 1937.
1906 hatte Francis Llewellyn Griffith in Ägypten die Hymne an Aten die Sonnenscheibe übersetzt, die Kingsford als Handschrift mit einer klaren Schrift festhielt und mit feinen und raffinierten Lichteffekten illuminierte. Die Hymne wird als ein Werk des ägyptischen Pharao Echnaton, englisch: Akenaten, angesehen. Das Manuskript wurde 1974 zusammen mit anderen Büchern und Handschriften vom Sohn der Künstlerin dem Fitzwilliam-Museum der University of Cambridge verkauft und wird dort aufbewahrt.
Bei ihrer Arbeit als Kalligrafin und Illustratorin lernte Kingsford den damaligen Kurator und späteren Direktor des Museums Sydney Cockerell kennen und heiratete ihn. Cockerell brachte seine Frau dazu, sich von der Illustration mehr der Buchmalerei zuzuwenden. Durch die Pflichten als Hausfrau und Mutter und ihre fortschreitende Krankheit Multiple Sklerose wurde sie jedoch davon abgehalten, weiter als Künstlerin tätig zu sein.